# To byla svatba, strýčku!
To byla svatba, strýčku je československá komedie z roku 1976, režírovaná Zdeňkem Podskalským. Film je součástí cyklu komedií o příhodách Alfonse Karáska.

## Obsah
Alfons Karásek je svým švagrem pozván na svatbu alfonsovy neteře Marušky. Alfons přijede na svatbu svým novým autem. Sotva přijede, splete si družičku Kateřinu s Maruškou, ale omyl se brzo vysvětlí. Kateřinu se snaží svádět.
Přestože je Alfonsofovo auto nové, je Alfons poslán, aby dojel pro pivo. Mezitím přijede ženich Viktor. Když se Alfons vrátí, je vzápětí poslán pro cement. Když se vrátí, zjistí, že se mu pochouchalo zavírání dveří od kufru. Viktor se nabídne, že to Alfonsovi opraví, a nechá se zavřít do kufru, aby viděl, jak vypadá zevnitř. Pak se mu ale už nedaří dostat se ven.
Po všech peripetiích hrozí, že se svatba nestihne, ale nakonec vše dopadne dobře. Alfons se stále snaží svádět Kateřinu, ale přitom si užene hexenšus.

## Obsazení
| Miloš Kopecký              | Alfons Karásek                       |
| Zdeněk Dítě                | švagr Pospíšil, otec nevěsty         |
| Stella Zázvorková          | švagrová Pospíšilová, matka nevěsty  |
| Dagmar Veškrnová           | nevěsta Maruška, dcera Pospíšilových |
| Vlastimil Brodský          | dědeček Pospíšil                     |
| Miroslav Homola            | zedník Hrouda                        |
| Václav Voska               | Valentin Čurda, otec ženicha         |
| Karolina Slunéčková        | Eliška Čurdová, matka ženicha        |
| Ladislav Smoljak           | ženich Viktor Čurda                  |
| Iva Janžurová              | družička Kateřina                    |
| Svatopluk Beneš            | úředník při oddavkách                |
| Milan Neděla               | hospodský                            |
| Jiří Lír                   | příslušník VB                        |
| Vlastimil Bedrna           | příslušník VB                        |
| Lubomír Kostelka           | kominík                              |
| Josef Haukvic              | fotograf na svatbě                   |
| Vítězslav Černý            | prodavač stavebnin                   |
| Naďa Urbánková             | zpěvačka na svatbě                   |
| Country Beat Jiřího Brabce | svatební kapela                      |
| Slávka Hamouzová           | svatebčanka                          |

## Tvůrci a štáb
- Režie: Zdeněk Podskalský
- Scénář: Gustav Oplustil
- Dramaturgie: Alena Berková, Zdeněk Procházka
- Kamera: Jaroslav Kučera
- Vedoucí výrobního štábu: Miloš Čálek
- Hudba: Karel Sodomka
- Návrhy kostýmů: Jan Bulka
- Zvuk: Lumír Turek, Václav Heblík
- Střih: Milada Sádková
- Umělecký maskér: Vladimír Petřina
- Zástupce vedoucího výrobního štábu: Petr Junek
- Pomocný režisér: Václav Junek
- Skript: Alice Riegrová

## Produkční a technické údaje
- Premiéra: 31. prosinec 1976, I. program Československé televize (od 21:10)
- Výroba: Československá televize Praha, Hlavní redakce zábavných pořadů, v Krátkém filmu Praha, © 1976
- Barva: barevný
- Jazyk: čeština
- Délka: cca 50 minut
- Formát obrazu: 4:3